# Michael Anthony Monsoor
Michael (Mike) Anthony Monsoor (Long Beach, 5 april 1981 — 29 september 2006) was een Amerikaans militair bij de United States Navy. Monsoor was lid van de speciale eenheid Navy SEALs en ontving postuum de hoogste Amerikaanse militaire onderscheiding; de Medal of Honor.
Monsoor werd geboren in Long Beach, Californië, hij was de derde van de vier kinderen van George en Sally Monsoor. Michael meldde zich in 2001 aan bij de Amerikaanse strijdkrachten bij het onderdeel United States Navy; de Marine. Hij was een van de beste van zijn lichting en werkte zich snel op, in 2004 had Monsoor zijn basistrainingen afgerond en in 2005 trad hij toe tot de Navy SEALs. Monsoor was onder andere opgeleid in parachutespringen en het vechten onder zeer koude omstandigheden. In 2006 werd Monsoor als onderdeel van Delta Platoon in Irak gestationeerd in het onrustige Ramadi. Monsoor werkte onder zware omstandigheden maar hij werd omschreven als iemand die een leidende rol had als zijn team werd aangevallen door gewapende opstandelingen. Na een periode van slechts vijf maanden had de eenheid waartoe Monsoor behoorde 84 gewapende opstandelingen gedood.

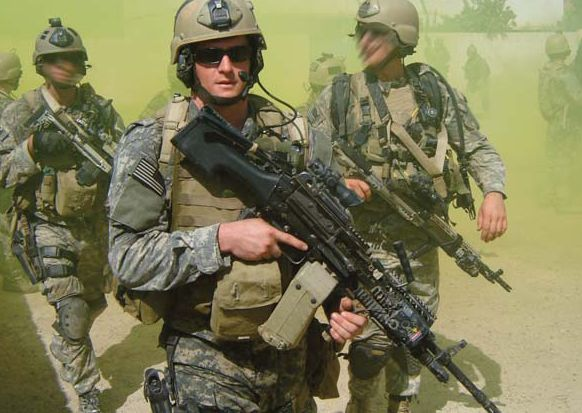
Michael Monsoor tijdens een missie in Irak, 2006.

Op 29 september 2006 was Michael Monsoor lid van een eenheid bestaande uit zowel Amerikaanse militairen als leden van het Iraakse leger. De eenheid raakte in een vuurgevecht met vier opstandelingen waarvan er één werd gedood en een ander gewond raakte. De lokale bevolking was aan de hand van de opstandelingen en blokkeerde de straten en vanuit een moskee in de buurt werd opgeroepen tegen de Amerikanen te vechten. Monsoor zat op het dak samen met twee collega's die zich op ongeveer drie meter afstand bevonden. Tijdens het gevecht gooide een van de opstandelingen een handgranaat op het dak van het gebouw waar de soldaten zich bevonden. De granaat kwam tegen de borst van Monsoor terecht en viel op de vloer. Hoewel hij de eenvoudigste vluchtweg had, koos Monsoor ervoor om zijn collega's te beschermen en dook op de granaat. De explosie werd hierdoor gedempt door zijn eigen lichaam. Michael wist als getrainde en ervaren soldaat wat de gevolgen waren van zijn actie; een zekere dood. Zijn collega's raakten beiden gewond maar overleefden de aanslag. Monsoor stierf dertig minuten later aan de gevolgen van de explosie tijdens het vervoer naar een medische post.
Deze ultieme vorm van zelfopoffering is met name door de Amerikaanse media breed uitgemeten maar werd al snel wereldnieuws. Op de begrafenis van Monsoor waren veel van zijn collega-Navy SEALs aanwezig. Ze hadden de gouden insigne van hun uniform verwijderd en staken deze tijdens het passeren van de kist een voor een in de houten bovenzijde. De toenmalige Amerikaanse president George W. Bush zei hierover later:

The procession went on nearly half an hour, and when it was all over, the simple wooden coffin had become a gold-plated memorial to a hero who will never be forgotten.

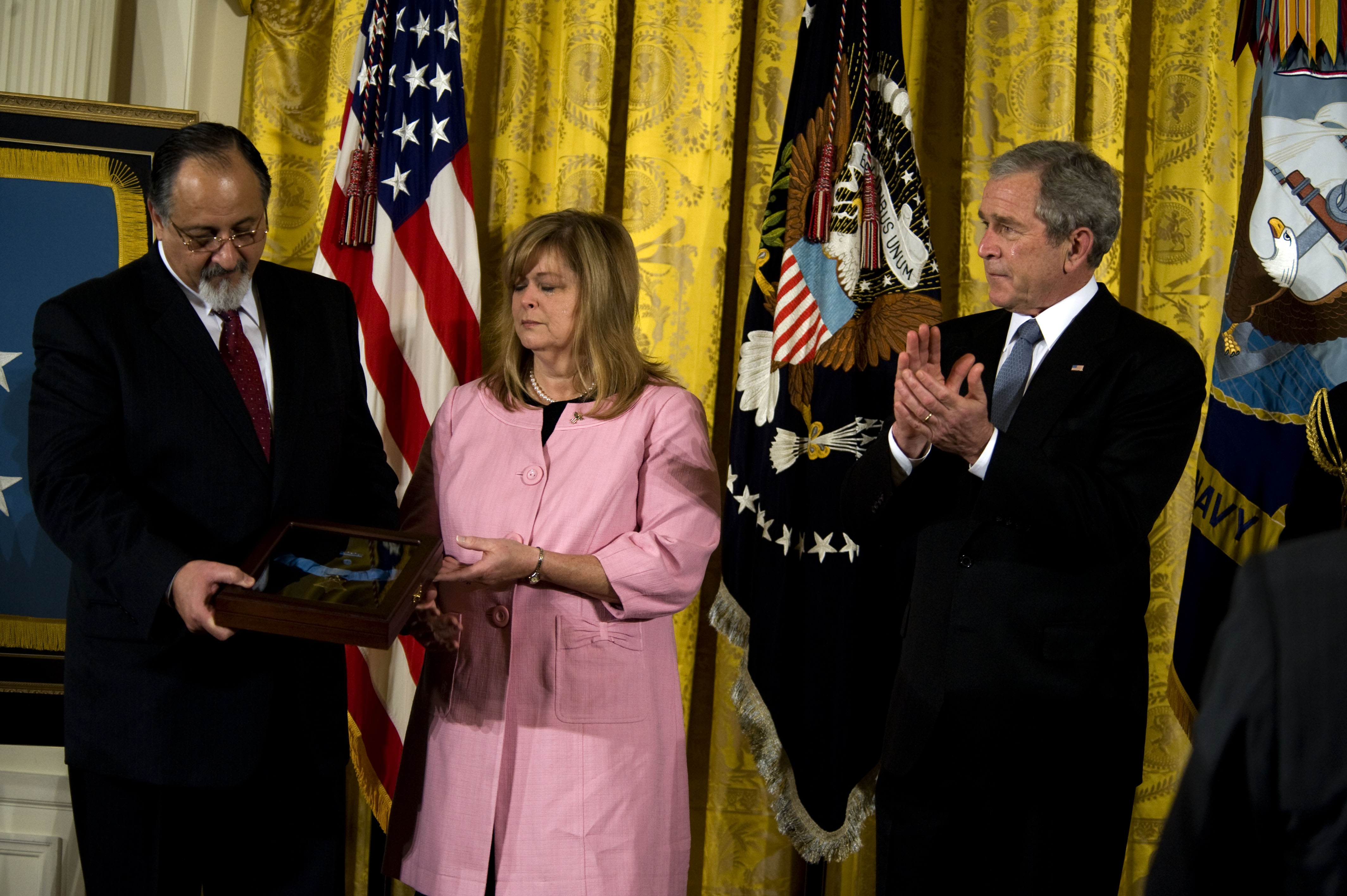
President Bush reikt de Medal of Honor uit aan de ouders van Monsoor.

Vertaling: De plechtigheid duurde bijna een half uur en uiteindelijk was de simpele houten kist veranderd in een met goud bedekt monument voor een held die nooit zal worden vergeten.

Op 31 maart 2008 maakte het Amerikaanse Ministerie van Defensie bekend dat Monsoor postuum een Medal of Honor zou ontvangen, de hoogste Amerikaanse onderscheiding. President Bush reikte de onderscheiding op 8 april van dat jaar uit aan de ouders van Monsoor.